# Sacalum (kommun)
Sacalum är en kommun i Mexiko.   Den ligger i delstaten Yucatán, i den östra delen av landet, 1 000 km öster om huvudstaden Mexico City. Antalet invånare är 4 589. Arean är 206 kvadratkilometer.
Terrängen i Sacalum är platt.
Följande samhällen finns i Sacalum:
- Sacalum
- Plan Chac